# محاسبات قابل اعتماد
محاسبات قابل اعتماد (به انگلیسی: Trusted Computing) یک فناوری است که توسط گروه محاسباتی معتمد توسعه یافته‌است. این اصطلاح از حوزه سیستم‌های قابل اعتماد گرفته شده‌است و معنای تخصصی دارد. به کمک محاسبات قابل اعتماد، رایانه همیشه به روش‌های مورد انتظار رفتار خواهد کرد، و آن رفتارها توسط سخت‌افزار و نرم‌افزار رایانه اجرا می‌شوند. بدین منظور، سخت‌افزار با یک کلید رمزنگاری منحصربه‌فرد و غیرقابل‌دسترسی برای بقیه سیستم بارگذاری می‌شود.
محاسبه قابل اعتماد بحث‌برانگیز است زیرا نه تنها برای صاحب آن امن است بلکه علیه صاحبش هم امن است. چنین جنجالی باعث شده‌است که مخالفان محاسبات قابل اعتماد، مانند ریچارد استالمن، فعال نرم‌افزار رایگان، از آن به عنوان محاسبات خیانتکار، یاد کنند. حتی تا جایی که برخی از مقالات علمی شروع به نقل قول‌های ترسناک در مورد «محاسبات قابل اعتماد» می‌کنند.
طرفداران محاسبات قابل اعتماد مانند International Data Corporation, the Enterprise Strategy Group, و Endpoint Technologies Associates ادعا می‌کنند که این فناوری باعث می‌شود رایانه‌ها ایمن‌تر شوند و کمتر مستعد ویروس‌ها و بدافزارها باشند و از دید کاربر نهایی قابل اطمینان‌تر باشند. آن‌ها همچنین ادعا می‌کنند که محاسبات قابل اعتماد به رایانه‌ها و سرورها اجازه‌می‌دهد امنیت رایانه‌ای را بهتر از آنچه در حال حاضر موجود است ارائه دهند.
مخالفان غالباً ادعا می‌کنند که این فناوری در درجه اول برای اجرای سیاست‌های مدیریت حقوق دیجیتال است و برای افزایش امنیت رایانه مورد استفاده قرار نمی‌گیرد.
تولیدکنندگان تراشه‌های Intel و ای‌ام‌دی، سازندگان سخت‌افزار مانند هیولت پاکارد وDell و ارائه‌دهندگان سیستم‌عامل مانند Microsoft در صورت فعال شدن، محاسبات قابل اعتماد را در محصولات خود دارند. ارتش آمریکا نیاز دارد که هر رایانه جدیدی که خریداری می‌کند با یک ماژول قابل اعتماد بستر نرم‌افزاری (TPM) ارائه شود. از تاریخ ۳ ژوئیه ۲۰۰۷، تقریباً کل وزارت دفاع ایالات متحده نیز چنین است.

## مفاهیم کلیدی
محاسبات قابل اعتماد شامل شش مفهوم کلیدی فناوری است که برای یک سیستم کاملاً مورد اعتماد، یعنی سیستمی که مطابق با مشخصات TCG است، لازم است:
1. کلید تأیید
2. ورودی و خروجی ایمن
3. پرده حافظه (اجرای محافظت شده)
4. فضای ذخیره بسته شده
5. تصدیق از راه دور
6. شخص ثالث مورد اعتماد (TTP)

### کلید تأیید
کلید تأیید یک جفت کلید عمومی و خصوصی RSA 2048 بیتی است که در زمان تولید به‌طور تصادفی روی تراشه ایجاد می‌شود و قابل تغییر نیست. کلید خصوصی هرگز از تراشه خارج نمی‌شود، از کلید عمومی برای تأیید و رمزگذاری داده‌های حساس ارسال شده به تراشه استفاده می‌شود، که در فرمان TPM_TakeOwnership اتفاق می‌افتد.
این کلید برای اجرای معاملات امن استفاده می‌شود: هر یک از ماژول‌های قابل اعتماد بسترهای نرم‌افزاری (TPM) لازم است که بتواند یک عدد تصادفی را به منظور اطمینان از مطابقت آن‌ها با استاندارد TCG و اثبات هویت خود، امضا کنند (به منظور این‌که نشان دهد که یک کامپیوتر قابل اعتماد واقعی است). این امضا کردن با استفاده از یک پروتکل خاص ایجاد شده توسط گروه محاسبات معتبر (پروتکل تصدیق مستقیم ناشناس) انجام می‌شود. این امر باعث می‌شود تا یک شبیه‌ساز TPM نرم‌افزاری با کلید تأیید غیرقابل اعتماد (به عنوان مثال، کلیدی که خودش تولید کرده‌است) نتواند یک ارتباط امن با یک نهاد مورد اعتماد را شروع کند. TPM باید به گونه ای طراحی شود که استخراج این کلید توسط آنالیز سخت‌افزار سخت شود، اما در این‌جا ضددستکاری‌سازی یک نیاز جدی نیست.

### پرده حافظه
پرده حافظه تکنیک‌های معمول حفاظت از حافظه را گسترش می‌دهد تا بتواند جداسازی کامل مناطق حساس حافظه را انجام دهد، به عنوان مثال مکان‌هایی که دارای کلیدهای رمزنگاری هستند. حتی سیستم‌عامل دسترسی کاملی به حافظه پرده‌دار ندارد. جزئیات دقیق درمورد پیاده‌سازی خاص هر فروشنده است.

### فضای ذخیره بسته‌شده
حافظه بسته‌شده با اتصال اطلاعات خصوصی به اطلاعات پیکربندی از جمله نرم‌افزار و سخت‌افزار مورد استفاده، از آن‌ها محافظت می‌کند. این بدان معنی است که داده‌ها فقط می‌توانند در یک ترکیب خاص از نرم‌افزار و سخت‌افزار منتشر شوند. برای اجرای مدیریت حقوق دیجیتال می‌توان از فضای ذخیره‌سازی بسته‌شده استفاده کرد. به عنوان مثال، کاربرانی که آهنگی را در رایانه خود ذخیره می‌کنند ولی مجوز گوش دادن به آن را ندارند، قادر به پخش آن نخواهند بود. در حال حاضر، کاربر می‌تواند آهنگ را پیدا کند، به آن گوش دهد و برای شخص دیگری ارسال کند، آن را در نرم‌افزار مورد نظر خود پخش کند یا از آن نسخه پشتیبان تهیه کند (و در بعضی موارد برای رمزگشایی آن از نرم‌افزار دور زدن استفاده می‌کند). از طرف دیگر، کاربر ممکن است از نرم‌افزاری برای تغییر روال DRM سیستم‌عامل استفاده کند تا مجبور شود داده‌های آهنگ را یک بار منتشر کند، مثلاً مجوز موقت به دست آورد. با استفاده از ذخیره‌سازی بسته‌شده، این آهنگ با استفاده از کلید متصل به ماژول قابل اعتماد بسترهای نرم‌افزاری، رمزگذاری می‌شود تا تنها پخش کننده موسیقی که تغییر داده نشده‌است بتواند آن را پخش کند. در این معماری DRM باعث می‌شود، افراد بعد از خرید رایانه جدید یا به‌روزرسانی بخش‌هایی از رایانه فعلی خود، نتوانند به گوش دادن به آهنگ بپردازد، مگر اینکه از اجازه صریح فروشنده آهنگ استفاده کنند.

### تصدیق از راه دور
تصدیق از راه دور اجازه می‌دهد تا تغییرات که روی رایانه کاربر انجام شده‌است توسط اشخاص مجاز تشخیص داده شود. به عنوان مثال، شرکت‌های نرم‌افزاری می‌توانند تغییرات غیرمجاز در نرم‌افزار را شناسایی کنند و اگر کاربری برای دور زدن اقدامات محافظت در نرم‌افزار، دست به تغییر نرم‌افزار بزند آن را تشخیص بدهند. این روش با تولید گواهینامه سخت‌افزاری که می‌گوید چه نرم‌افزاری در حال حاضر در حال اجرا است، کار می‌کند. سپس رایانه می‌تواند این گواهینامه را به فرد از راه دور ارائه دهد تا نشان دهد نرم‌افزار بدون تغییر در حال اجرا است.
تصدیق از راه دور معمولاً با رمزگذاری کلید عمومی ترکیب می‌شود تا اطلاعات ارسال شده فقط توسط برنامه‌هایی که تأیید ارائه کرده‌اند خوانده شوند نه توسط استراق سمع.
در ادامه مثال خواندن آهنگ، نرم‌افزار پخش کننده موسیقی در صورت این‌که اثبات کند یک نسخه مطمئن از نرم‌افزار پخش کننده موسیقی است می‌تواند آهنگ را به دستگاه‌های دیگر ارسال کند. همراه با فناوری‌های دیگر، این مسیری امن‌تر برای موسیقی فراهم می‌کند: I / O امن مانع از ضبط کاربر از طریق انتقال آن به زیرسیستم صوتی می‌شود، قفل کردن حافظه مانع از ذخیره‌شدن آن در پرونده‌های دیسک معمولی در هنگام اجرا می‌شود، حافظه بسته‌شده دسترسی غیرمجاز را در صورت ذخیره شدن در هارد دیسک، غیرقابل دسترس می‌کند و تأیید از راه دور آن را دربرابر نرم‌افزارهای غیرمجاز محافظت می‌کند، حتی اگر در رایانه‌ای دیگر استفاده می‌شود. با این حال، ارسال اطلاعات گواهی از راه دور، به شخص ثالث مورد اعتماد، بهتر از تصدیق مستقیم ناشناس است.

### شخص ثالث مورد اعتماد
یکی از اصلی‌ترین موانعی که توسعه دهندگان فناوری TCG باید بر طرف کنند، حفظ ناشناس ماندن در حالی که هنوز یک «بستر مورد اعتماد» فراهم می‌کنند، است. هدف اصلی بدست آوردن «حالت قابل اعتماد» این است که طرف مقابل (بابک)، که رایانه (آلیس) با آن‌ها ارتباط برقرار می‌کند، بتواند اعتماد کند که آلیس سخت‌افزار و نرم‌افزار بدون مشکل را اجرا می‌کند. این امر به بابک اطمینان می‌دهد که آلیس قادر به استفاده از نرم‌افزارهای مخرب برای به خطر انداختن اطلاعات حساس روی رایانه نیست. متأسفانه، به منظور انجام این کار، آلیس مجبور است به بابک اطلاع دهد که از نرم‌افزار و سخت‌افزار ثبت شده و «ایمن» استفاده می‌کند و از این طریق می‌تواند به‌طور بالقوه و منحصر به فرد خود را به بابک شناسایی کند.
این که یک شخص بخواهد به عنوان مثال در حین معاملات بانکی از طریق اینترنت توسط طرف مقابل مشخص شود ممکن است مشکلی ایجاد نکند. اما در بسیاری از انواع دیگر فعالیت‌های ارتباطی، مردم از ناشناسی بودن که رایانه در اختیار می‌گذارد لذت می‌برند. TCG این امر را تأیید می‌کند، و گفته می‌شود روشی برای دستیابی به ناشناس بودن در دست گرفته‌است اما در عین حال به طرف مقابل اطمینان می‌دهد که با فرد «مورد اعتماد» ارتباط برقرار کرده‌است. این کار با ایجاد «شخص ثالث مورد اعتماد» انجام می‌شود. این قسمت به عنوان واسطه بین کاربر و رایانه شخصی خود، و بین کاربر و سایر کاربران کار خواهد کرد. در این مقاله تمرکز بر روی فرایند دوم خواهد بود، روندی که به آن گواهی از راه دور گفته می‌شود.
هنگامی که کاربر به کلید هویت سنجی (Attestation Identity Key) احتیاج دارد، کاربر می‌خواهد کلید آن توسط مرجع صدور گواهینامه(Certification Authority) تأیید شود. کاربر از طریق ماژول بسترهای نرم‌افزاری معتبر سه اعتبارنامه را ارسال می‌کند: اعتبار کلید عمومی، اعتبار پلتفرم و اعتبار مطابقت. به این مجموعه گواهی‌ها و کلیدهای رمزنگاری به‌طور خلاصه "EK" گفته می‌شود. EK را می‌توان به دو قسمت اصلی تقسیم کرد، بخش خصوصی "EKpr" و بخش عمومی "EKpub". قسمت خصوصی کلید از TPM خارج نمی‌شود.
افشای EKpub ضروری است (نسخه 1.1). EKpub به‌طور منحصر به فرد تأیید کننده پلتفرم، مدل، اینکه چه نوع نرم‌افزاری در حال حاضر در سیستم‌عامل استفاده می‌شود، جزئیات TPM و اینکه این سیستم عامل (PC) با مشخصات TCG مطابقت دارد یا نه را شناسایی می‌کند. اگر این اطلاعات به عنوان فرایندی برای دستیابی به وضعیت قابل اعتماد، مستقیماً به طرف مقابل ابلاغ شود، در این صورت بدست آوردن هویت ناشناس غیرممکن است.
بنابراین، این اطلاعات به مرجع صدور مجوز حفظ حریم خصوصی، (شخص ثالث مورد اعتماد) ارسال می‌شود. هنگامی که مرجع صدور گواهینامه، EKpub ارسال شده توسط TPM را دریافت می‌کند، C.A اطلاعات را تأیید می‌کند. در صورت تأیید اطلاعات به منظور ایجاد امکان ناشناس بودن کاربر، یک جفت کلید ثانویه معتبر AIK ایجاد می‌کند و این اعتبار را به درخواست کننده می‌فرستد. وقتی کاربر دارای این AIK معتبر است، می‌تواند از آن برای برقراری ارتباط با سایر سیستم‌عامل‌های معتبر استفاده کند.
TCG در نسخه ۱٫۲ روش جدیدی برای به دست آوردن AIK معتبر ایجاد کرده‌است. این فرایند را گواهی ناشناس مستقیم DAA می‌نامند. این روش برای فاش کردن EKpub خود به کاربر نیاز ندارد. ویژگی جدید و منحصر به فرد DAA این است که این قابلیت را دارد تا بدون افشای EKpub یا هر شناسه منحصر به فرد دیگر، موجودی از راه دور را متقاعد کند که یک TPM خاص معتبر است. قبل از اینکه TPM بتواند درخواست صدور گواهینامه را برای AIK به نهاد از راه دور ارسال کند، TPM مجبور است مجموعه ای از اعتبارهای DAA را تولید کند. این تنها با تعامل با صادرکننده قابل انجام است. اعتبار DAA توسط TPM با ارسال یک رمز منحصر به فرد TPM که در TPM باقی مانده، ایجاد می‌شود. هنگامی که TPM مجموعه‌ای از اطلاعات DAA را بدست آورد، می‌تواند این موارد را به تأیید کننده ارسال کند. زمانی که تأیید کننده اعتبار DAA را از TTP دریافت می‌کند، آن‌ها را تأیید می‌کند و یک AIK معتبر را به کاربر ارسال می‌کند. کاربر پس از آن با استفاده از AIK معتبر قادر به برقراری ارتباط با سایر بخش‌ها خواهد بود. تأییدکننده ممکن است شخص ثالث قابل اعتماد (TTP) باشد یا نباشد. تأییدکننده می‌تواند تعیین کند که اعتبار DAA معتبر است یا خیر، اما مدارک اطلاعات DAA حاوی هیچ اطلاعات منحصر به فردی نیست که پلتفرم TPM را فاش کند. AIK دارای گواهینامه توسط کاربر برای برقراری ارتباط با سایر سیستم‌عامل‌های مورد اعتماد استفاده می‌شود. به‌طور خلاصه، نسخه جدید یک نهاد جداگانه را معرفی می‌کند که در فرایند تأیید ناشناس کمک خواهد کرد. بدون داشتن چنین گواهینامه‌هایی، متقاعد کردن دیگران برای داشتن یک بستر قابل اعتماد واقعی برای یک مشتری خصوصی یا مشاغل کوچک یا سازمان دشوار خواهد بود.

## کاربردهای شناخته‌شده
محصولات مایکروسافت ویندوز ویستا، ویندوز ۷، ویندوز ۸ و ویندوز RT از یک ماژول قابل اعتماد سیستم‌عامل استفاده می‌کنند.

## کاربردهای ممکن

### مدیریت حقوق دیجیتال
محاسبات قابل اعتماد به شرکت‌ها امکان را می‌دهد یک سیستم مدیریت حقوق دیجیتال (DRM) بسازند که دور زدن آن بسیار سخت است، البته غیرممکن نیست. یک مثال بارگیری یک فایل موسیقی است. برای جلوگیری از بازکردن پرونده کاربر با یک دستگاه پخش کننده یا رایانه غیرمجاز، می‌توان از حافظه بسته شده استفاده کرد. تأیید از راه دور می‌تواند برای این که فقط پخش‌کننده‌های موسیقی که قوانین شرکت ضبط را اجرا می‌کنند بتوانند موسیقی را اجرا کنند، استفاده شود. این که موسیقی از حافظه پرده‌ای پخش می‌شود باعث می‌شود کاربر از ایجاد نسخه‌ای دیگر از فایل در هنگام پخش جلوگیری کند، و امنیت I / O می‌تواند مانع از ضبط آنچه در سیستم صوتی ارسال می‌شود، بشود. دور زدن چنین سیستمی به دستکاری سخت‌افزار رایانه، ضبط سیگنال آنالوگ (و در نتیجه تخریب) با استفاده از دستگاه ضبط یا میکروفون یا شکستن امنیت سیستم نیاز دارد.
مدل‌های تجاری جدید برای استفاده از نرم‌افزار از طریق اینترنت ممکن است توسط این فناوری تقویت شوند. با تقویت سیستم DRM، می‌توان یک مدل کسب‌وکار را بر مبنای اجاره برنامه‌ها برای مدت زمانی خاص پایه‌گذاری کنید. به عنوان مثال، می‌توان قبل از غیرقابل استفاده بودن فایل، یک فایل موسیقی را بارگیری کرد که فقط می‌تواند چندبار پخش شود یا پرونده موسیقی فقط در یک بازه زمانی خاص قابل استفاده باشد.

### جلوگیری از تقلب در بازی‌های آنلاین
محاسبه امن برای مبارزه با تقلب در بازی‌های آنلاین می‌تواند مورد استفاده قرار گیرد. برخی از بازیکنان برای به دست آوردن مزایای ناعادلانه در بازی، نسخه بازی خود را اصلاح می‌کنند. تأیید از راه دور، I / O امن و حافظه پرده‌ای می‌تواند مورد استفاده قرار گیرد تا مشخص شود که تمام پخش کننده‌های متصل به یک سرور یک نسخه غیراصلاح شده از نرم‌افزار را اجرا می‌کنند.

### تأیید محاسبات از راه دور برای grid computing
محاسبات قابل اعتماد می‌تواند برای تضمین شرکت کنندگان در یک سیستم grid computing مورد استفاده قرار گیرد. این امر باعث می‌شود که شبیه‌سازی‌های در مقیاس بزرگ اجرا شود.

## نقد
مخالفان محاسبات قابل‌اعتماد مانند بنیاد مرزهای الکترونیکی و بنیاد نرم‌افزار آزاد ادعا می‌کنند که اعتماد به شرکت‌های زیرین درست نیست و این فناوری قدرت و کنترل بیش از حد را به دست کسانی که سیستم‌ها و نرم‌افزارها را طراحی می‌کنند، می‌دهد. آن‌ها همچنین معتقدند که ممکن است باعث شود که مصرف‌کنندگان در تعامل آنلاین خود گمنام نباشند. آن‌ها محاسبات قابل‌اعتماد را بعنوان نسخه‌های بعدی کنترل دسترسی اجباری، محافظت از کپی و DRM پیشنهاد می‌کنند.
برخی از کارشناسان امنیتی علیه محاسبات قابل‌اعتماد صحبت کرده‌اند و معتقدند که این امکان را برای تولیدکنندگان رایانه و نویسندگان نرم‌افزار فراهم می‌کند تا برای اعمال محدودیتهایی در مورد آنچه کاربران می‌توانند با رایانه‌های خود انجام دهند، کنترل بیشتری داشته باشند.
در میان منتقدین نگرانی وجود دارد که همیشه امکان بررسی اجزای سخت‌افزاری که محاسبات قابل‌اعتماد بر آن متکی است، امکان‌پذیر نیست. اگر به درستی اجرا نشود، خطرات امنیتی را برای کل پلتفرم و داده‌های محافظت‌شده ایجاد می‌کند. مشخصات، وقتی که توسط گروه محاسبات قابل‌اعتماد منتشر می‌شود، برای نقد و بررسی در دسترس همه است.
رمزنگار، راس جان اندرسون از دانشگاه کمبریج، نگرانی‌های بزرگی دارد که:
«محاسبات قابل‌اعتماد می‌تواند از سانسور از راه دور پشتیبانی کند… به‌طور کلی، اشیاء دیجیتالی ایجاد شده با استفاده از سیستم‌های محاسبات قابل‌اعتماد به جای اینکه تحت کنترل شخصی باشد که مالک دستگاهی است که در آن ذخیره می‌شود، تحت کنترل سازندگان خود باقی بمانند. با توجه به چنین امکاناتی، می‌توان انتظار داشت که از محاسبات قابل‌اعتماد برای سرکوب همه چیز، از مستهجن گرفته تا نوشته‌هایی که از رهبران سیاسی انتقاد می‌کنند، استفاده شود».
اندرسون به عنوان خلاصه می‌گوید:
«مسئله اساسی این است که هرکس زیرساخت محاسبات قابل‌اعتماد را کنترل کند، قدرت بسیار زیادی به دست خواهد آورد. داشتن این کنترل واحد مانند این است که همه از همان بانک یا همان حسابدار یا همان وکیل استفاده کنند. روش‌های زیادی وجود دارد که می‌توان از این قدرت سوء استفاده کرد».

### مدیریت حقوق دیجیتال
یکی از انگیزه‌های اولیه محاسبات قابل‌اعتماد، تمایل رسانه‌ها و شرکت‌های نرم‌افزاری به فناوری DRM برای جلوگیری از به اشتراک گذاشتن آزادانه کاربران و استفاده از پرونده‌های دارای حق چاپ یا خصوصی که به‌صورت بالقوه دارای حق چاپ هستند، است. یک مثال می‌تواند بارگیری یک فایل موسیقی از یک گروه باشد: شرکت ضبط گروه می‌تواند قوانینی را برای استفاده از موسیقی گروه تنظیم کند. به عنوان مثال، ممکن است آنها بخواهند کاربر بدون پرداخت پول اضافی، روزانه سه بار پرونده را اجرا کند. همچنین، آن‌ها می‌توانند از تأیید از راه دور استفاده کنند و فقط موسیقی خود را به یک پخش کننده موسیقی ارسال کنند که قوانین آنها را اجرا کند: ذخیره‌سازی بسته شده باعث می‌شود کاربر از پخش کننده دیگری که محدودیت‌ها را اجرا نکرده، پرونده را باز نکند. حافظه پرده‌ای باعث می‌شود تا کاربر در هنگام پخش، نسخه‌ای نامحدود از فایل را ایجاد نکند، وI/O ایمن می‌تواند مانع از ضبط آنچه برای سیستم صوتی ارسال می‌شود، بشود.

### کاربرانی که قادر به تغییر نرم‌افزار نیستند
ممکن است یک کاربر که می‌خواهد برنامه مورد استفاده‌اش را تغییر دهد و از نسخه رقیب استفاده کند، متوجه بشود که خواندن داده‌های قدیمی توسط برنامه جدید غیرممکن است، زیرا این اطلاعات به برنامه قدیمی وصل می‌شود. همچنین می‌تواند خواندن یا تغییر داده‌های خود را برای کاربر غیرممکن سازد، مگر اینکه به‌طور خاص توسط نرم‌افزار اجازه داده شود.
تأیید از راه دور می‌تواند مشکلات دیگری ایجاد کند. در حال حاضر، وب سایتها می‌توانند با استفاده از تعدادی مرورگر وب مورد بازدید قرار بگیرند، گرچه برخی وب سایت‌ها ممکن است به گونه‌ای فرمت شوند که برخی از مرورگرها نتوانند کد آنها را رمزگشایی کنند. برخی از مرورگرها با شبیه‌سازی مرورگرهای دیگر راه حلی برای این مشکل پیدا کرده‌اند. با تأیید از راه دور، یک وب سایت می‌تواند مرورگر اینترنت مورد استفاده خود را بررسی کند و از نمایش در هر مرورگری به غیر از مرورگر مشخص شده (مانند Internet Explorer) امتناع ورزد، بنابراین حتی شبیه‌سازی مرورگر نیز کار نمی‌کند.

### کاربرانی که قادر به استفاده از حقوق قانونی نیستند
قانون در بسیاری از کشورها به کاربران اجازه می‌دهد نسبت به داده‌هایی که حق چاپ آن‌ها را در اختیار ندارند (از جمله متن، تصاویر و رسانه‌های دیگر)، غالباً تحت عناوینی مانند استفاده منصفانه یا منافع عمومی، حقوق مشخصی داشته باشند. براساس صلاحیت، این موارد ممکن است مواردی از قبیل تولید مدارک در دادگاه، نقل قول یا سایر استفاده‌های در مقیاس کوچک، تهیه نسخه پشتیبان از رسانه‌های متعلق را شامل شود.

### کاربران در صورت انصراف از خدمات از فروشندگان آسیب‌پذیر هستند
خدماتی که به اعتبار یا مجوز خارجی نیاز دارد - مانند یک فایل موسیقی یا بازی که برای تأیید مجوز بازی یا استفاده از آن نیاز به ارتباط با فروشنده دارد - در مقابل انصراف از آن سرویس یا به روزرسانی آن آسیب‌پذیر است. در حال حاضر تعدادی از حوادث رخ داده‌است که کاربران، با خرید موسیقی یا رسانه ویدیویی، توانایی تماشا یا گوش دادن به آن را به‌طور ناگهانی به دلیل خط مشی فروشنده یا قطع سرویس، یا در دسترس نبودن سرور، در بعضی مواقع بدون جبران خسارت از دست داده‌اند. از طرف دیگر، در بعضی موارد فروشنده از ارائه خدمات خودداری می‌کند که در این صورت موارد خریداری شده فقط در سخت‌افزار فعلی قابل استفاده باقی می‌ماند اما بر روی هیچ سخت‌افزاری که ممکن است در آینده خریداری شود، نیست.

### کاربرانی که قادر به دوباره‌نویسی نیستند
برخی از مخالفان محاسبات قابل‌اعتماد طرفدار «دوباره‌نویسی توسط صاحب» هستند: به صاحبی که از نظر جسمی حضور تأیید شده داشته باشد اجازه می‌دهد تا محدودیت‌ها را دور بزند و از مسیر I / O مطمئن استفاده کند. چنین اموری اجازه تأیید از راه دور بر اساس مشخصات کاربر را می‌دهد، به عنوان مثال، امکان ایجاد گواهینامه‌هایی فراهم شود که حتی اگر از یک مرورگر دیگر استفاده شود، می‌گوید Internet Explorer در حال اجرا است. به جای جلوگیری از تغییر نرم‌افزار، تأیید از راه دور نشان می‌دهد که نرم‌افزار بدون اجازه مالک تغییر یافته‌است.
اعضای گروه محاسبات قابل‌اعتماد از اجرای دوباره‌نویسی مالک خودداری کردند. طرفداران محاسبات قابل‌اعتماد معتقدند که دوباره‌نویسی مالک اعتماد به رایانه‌های دیگر را نقض می‌کند زیرا تصدیق از راه دور توسط مالک قابل جعل است. دوباره‌نویسی مالک مزایای امنیتی و اجرایی به صاحب ماشین ارائه می‌دهد، اما به او اجازه نمی‌دهد که به رایانه‌های دیگر اعتماد کند. هنگامی که داده‌ها به رایانه شخص دیگری ارسال می‌شود اعم از یک دفتر خاطرات، یک فایل موسیقی DRM یا یک پروژه مشترک، شخص دیگری کنترل می‌کند که در صورت وجود امنیت، رایانه خود را برای کپی کردن آن داده‌ها وادار می‌کند.

### عدم ناشناس بودن
از آنجا که یک رایانه مجهز به محاسبات قابل‌اعتماد قادر است هویت شخصی خود را به‌طور منحصر به فرد اثبات کند، برای فروشندگان و سایر افرادی که توانایی استفاده از ویژگی تأیید را دارند، تشخیص هویت کاربر نرم‌افزار TC-enabled
با درجه اطمینان بالایی امکان‌پذیر خواهد بود.
در حالی که طرفداران محاسبات قابل‌اعتماد اشاره می‌کنند که خرید آنلاین و معاملات اعتباری بالقوه می‌توانند با استفاده از قابلیت تأیید از راه دور از امنیت بیشتری برخوردار شوند، این ممکن است باعث شود کاربر رایانه در هنگام استفاده از اینترنت انتظارات ناشناس بودن را از دست بدهد.
منتقدین خاطرنشان می‌کنند که این امر می‌تواند تأثیر ناخوشایندی بر آزادی بیان سیاسی، توانایی روزنامه‌نگاران در استفاده از منابع ناشناس، وبلاگ نویسی سیاسی و سایر زمینه‌هایی داشته باشد که در آن مردم نیاز به محافظت از طریق ناشناس بودن دارند.
مشخصات TPM ویژگی‌ها و پیاده‌سازی‌های پیشنهادی را ارائه می‌دهد که به منظور رفع نیاز ناشناس بودن است. با استفاده از مرجع صدور گواهینامه حریم شخصی شخص ثالث (PCA)، اطلاعاتی که کامپیوتر را شناسایی می‌کند می‌تواند توسط شخص ثالث قابل اعتماد نگه داشته شود. علاوه بر این، استفاده از تاییدیه ناشناس مستقیم (DAA)، معرفی شده در TPM v1.2، به مشتری اجازه می‌دهد تا در حالی که هیچ اطلاعات شخصی ندارد و شخصی را نمی‌شناسد، تأیید را انجام دهد.
نوع داده‌ای که برای بدست آوردن وضعیت قابل‌اعتماد باید به TTP ارائه شود، در حال حاضر کاملاً مشخص نیست، اما TCG خود اذعان می‌کند که «تصدیق یک عملکرد مهم TPM با پیامدهای حفظ حریم خصوصی است». با این حال، روشن است که ممکن است اطلاعات ایستا و پویا در مورد کامپیوتر کاربر (Ekpubkey) به TTP v1.1b ارائه شود، مشخص نیست چه داده‌هایی به «تأیید کننده» در v1.2ارائه می‌شود. اطلاعات ایستا به‌طور منحصر به فرد مدل، تأیید کننده پلتفرم، جزئیات TPM و اینکه سیستم عامل (PC) با مشخصات TCG مطابقت دارد یا نه را شناسایی می‌کند. اطلاعات پویا به عنوان نرم‌افزاری که روی رایانه کار می‌کند توصیف شده‌است. اگر برنامه‌ای مانند ویندوز به نام کاربر ثبت شده باشد، این به نوبه خود کاربر را به صورت منحصر به فرد شناسایی می‌کند. بعد دیگری از قابلیت‌های نقض حریم خصوصی نیز ممکن است با این فناوری جدید معرفی شود. این که هر چند وقت یکبار از برنامه‌های خود استفاده می‌کنید ممکن است به TTP ارائه شود. در یک شرایط استثنایی اما عملی، در حالی که یک کاربر یک فیلم مستهجن را در اینترنت خریداری می‌کند، خریدار باید این واقعیت را بپذیرد که او مجبور است مشخصات کارت اعتباری را به ارائه دهنده ارائه دهد، از این رو احتمالاً خطر شناسایی آن را فراهم می‌کند. میزان داده‌هایی که به TTP / Verifiers ارائه می‌شود، در حال حاضر دقیقاً مشخص نیست، تنها با اجرا و استفاده از این فناوری، ما قادر خواهیم بود ماهیت و حجم دقیق داده‌های منتقل شده را ارزیابی کنیم.

### مشکلات قابلیت همکاری TCG
محاسبات قابل اعتماد از کلیه فروشندگان نرم‌افزار و سخت‌افزار درخواست می‌کند که مشخصات فنی که توسط trusted computing group منتشر شده‌است را رعایت کنند تا امکان همکاری بین stackهای نرم‌افزارهای مورد اعتماد مختلف فراهم شود. مشکل دیگر این است که مشخصات فنی هنوز در حال تغییر است، بنابراین مشخص نیست که اجرای استاندارد stack مورد اعتماد چیست.

### خاموش کردن محصولات رقیب
مردم در رابطه با این که محاسبات قابل‌اعتماد می‌تواند برای دلسرد کردن مردم نسبت به استفاده از نرم‌افزار ایجاد شده توسط شرکت‌های خارج از یک گروه صنعت کوچک مورد استفاده قرار گیرد، ابراز نگرانی کرده‌اند. نگرانی در مورد محاسبات مورد اعتماد برای خنثی کردن رقابت در چارچوب وسیع‌تری از مصرف‌کنندگان وجود دارد که نگران استفاده از بسته‌بندی محصولات برای مبهم بودن قیمت محصولات و مشارکت در شیوه‌های ضد رقابتی هستند. محاسبات قابل‌اعتماد برای توسعه‌دهندگان نرم‌افزارهای مستقل و منبع باز مضر یا مشکل ساز به نظر می‌رسد.

### اعتماد
در رمزنگاری کلید عمومی که به‌طور گسترده مورد استفاده قرار می‌گیرد، ایجاد کلیدها بر روی رایانه محلی قابل انجام است و تولیدکننده کلید نسبت به دسترسی‌های مختلف به کلید کنترل کامل دارد و به تبع آن سیاست‌های امنیتی خود را دارد. در برخی از تراشه‌های رمزگشایی/رمزنگاری، یک کلید خصوصی/عمومی به‌طور دائم این سخت‌افزار تعبیه می‌شود و تولیدکنندگان سخت‌افزار می‌توانند بدون برجاگذاشتن شواهدی از انجام این کار، کپی کردن کلید را انجام دهند. با استفاده از این کلید می‌توان به داده‌های رمزگذاری شده با آن دسترسی پیدا کرد و تأیید آن را انجام داد. تهیه‌کننده باید یک نسخه از این کلید را به دولت یا تولیدکنندگان نرم‌افزار بدهد، زیرا این پلتفرم باید مراحلی را طی کند تا با نرم‌افزار معتبر کار کند.
بنابراین، برای اعتماد به هر چیزی که توسط TPM یا یک رایانه معتبر تأیید شده یا رمزنگاری شده باشد، یک کاربر نهایی باید به شرکتی که تراشه را تولید کرده‌است، شرکتی که تراشه را طراحی کرده‌است، شرکت‌هایی که اجازه ساخت نرم‌افزار برای تراشه را دارند، اعتماد کند. یک نقض امنیتی برای ایجاد یک زنجیره اعتماد به یک سازنده سیم کارت Gemalto اتفاق افتاد، که در سال ۲۰۱۰ توسط جاسوسان آمریکایی و بریتانیایی منجر به به خطر افتادن امنیت مکالمات تلفن همراه شد.
همچنین بسیار حائز اهمیت است که می‌توان به تولیدکنندگان سخت‌افزار و توسعه‌دهندگان نرم‌افزار اعتماد کرد که به‌طور صحیح استانداردهای محاسبات قابل اعتماد را پیاده‌سازی کنند. پیاده‌سازی نادرست می‌تواند از دید کاربران مخفی شود و بنابراین می‌تواند صداقت کل سیستم را خراب کند بدون اینکه کاربران از این نقص آگاه شوند.